# Demo 83-84
Demo 83-84 – jest jedynym demo zespołu Bathory. Większość utworów znajduje się na albumie Bathory.

## Lista utworów
1. "Sacrifice – 4:06
2. "The Return of Darkness and Evil – 4:41
3. "Intro – 2:11
4. "In Conspiracy With Satan – 2:33
5. "Necromancy – Sacrifice – 6:37
6. "Raise the Dead – 2:49

Łączny czas trwania utworów: 22:17

## Twórcy
- Quorthon – gitara, wokal
- Freddan (Fredrick Hanoi) – gitara basowa
- Jonas Åkerlund (Vans McBurger) – perkusja